# پرتره دکتر گاشه
پرتره دکتر گاشه (به انگلیسی: Portrait of Dr. Gachet) یکی از مورد ستایش‌ترین نقاشی‌های ونسان ون گوگ نقاش هلندی است. نقاشی چهره دکتر پاول گاشه است که در ماه‌های آخر زندگی ون گوگ از او مراقبت کرد. دو نسخه معتبر از این پرتره وجود دارد، که هر دو در ژوئن ۱۸۹۰ در اور سور آواز کشیده شده‌است. هر دو نسخه دکتر گاشه را که روی یک صندلی نشسته و سرش را به بازوی راست تکیه داده نشان می‌دهد. اما آن دو از نظر رنگ آمیزی و سبک متفاوت هستند. در ۱۹۹۰ نسخه اول با ۸۲٫۵ میلیون دلار (۷۵ میلیون دلار به اضافه ۱۰٪ کمیسیون خریدار) در حراجی در نیویورک رکورد دار بالاترین قیمت فروش شد.

## زمینه
در سال ۱۸۹۰ تئو برادر ون گوگ بدنبال خانه‌ای برای او که از بیمارستان روانی در سنت رمی مرخص شده بود می‌گشت. با توصیه کامی پیسارو – بیمار سابق دکتر گاشه که به تئو دربارهٔ علاقه گاشه برای کار با هنرمند گفته بود-تئو برادرش را به دومین خانه دکتر در اواز فرستاد.
اولین برداشت ون گوگ از گاشه خوب نبود. در نامه‌ای به برادرش خاطر نشان کرد: فکر می‌کنم ابداً نباید روی دکتر گاشه حساب کنیم. فکر می‌کنم او از من بیمارتر است،
زمانی که مرد نابینایی، نابینای دیگری را هدایت کند، هر دوی آن‌ها در گودال نخواهند افتاد؟
اگر چه در نامه‌ای که تاریخ دو روز بعد را دارد به خواهرش ویلهلمینا، اطمینان داد: «دکتر گاشه یک دوست واقعی است، آنقدر از نظر بدنی و فکری به هم شبیه هستیم که او را مثل برادرم می‌دانم.»
در بیمارستان روانی ون گوگ بارها به نقاشی اوژن دولاکروا از تورکواتو تاسو فکر کرد. بعد از ملاقات با پل گوگن در مون‌پلیه با دیدن مجموعه آثار آلفرد برویاس در موزه فابر، ون گوگ نامه‌ای به برادرش تئو نوشت و تقاضا کرد نسخه‌ای از لیتوگراف بعد از چاپ را برایش پیدا کند. سه ماه ونیم قبل، در مورد نقاشی به عنوان نمونه‌ای از پرتره‌هایی که قصد کشیدنش را داشت اندیشیده بود.